# Solers
Solers è un comune francese di 1 261 abitanti situato nel dipartimento di Senna e Marna nella regione dell'Île-de-France.

## Società

### Evoluzione demografica
Abitanti censiti

## Galleria d'immagini
| Cimetière militaire de Solers |